# コノユビトマレ
「コノユビトマレ」は、スガシカオの24枚目のシングル。2008年9月3日発売。

## 解説
- カップリングには、海外音楽武者修行シリーズ第2弾・ロンドン編として3曲収録。

## 収録曲
（全作詞・作曲：スガシカオ）
1. コノユビトマレ
  - 積水ハウス「シャーメゾン」CMソング
  - テレビ神奈川『saku saku』 2008年9月度エンディングテーマ
2. アメリカのロックスター
3. 楽園
4. 夏陰〜なつかげ〜（Original ver.）
  - 18thシングル「奇跡／夏陰／サナギ」収録曲をアレンジしたもの。

## 収録アルバム
- FUNKAHOLiC (#1)
- SugarlessII (#4)
- BEST HIT!! SUGA SHIKAO -2003〜2011- (#1)